# Svend Grundtvig
Svend Hersleb Grundtvig, né le 9 septembre 1824 à Christianshavn (quartier de Copenhague) et mort le 14 juillet 1883 à Frederiksberg (quartier de Copenhague), est un littérateur et philologue danois.

## Biographie
Svend Grundtvig naît le 9 septembre 1824 à Christianshavn. Il est le fils de Nikolai Frederik Severin Grundtvig.
Son éducation précoce est entièrement menée par son père, qui désapprouve les méthodes en vigueur au Danemark à cette époque. L'étude du grec, du danois, du vieux norrois et de l'anglais précède celle du latin, et l'enthousiasme du père pour les ballades danoises oriente très tôt l'attention du fils dans cette direction.
Svend Grundtvig s'enrôle comme simple volontaire en 1848 dans l'armée danoise. Il prend part à la campagne contre les duchés, devient officier et obtient le titre de chevalier de Danebrog (1850).
Les chants et les traditions populaires sont l'objet de ses études. Il traduit en danois les Chants populaires anglais et écossais (Copenhague, 1842-1846, 4 livres), et publie des recueils curieux de chants anciens et de légendes poétiques du Danemark et de l'Islande : Chant populaires du danemark (Danemarks gamle Folkeviser ; 1855-1856, 2 vol. in-4) ; Anciens souvenirs conservés par le peuple danois (Gamle danske Minder i Folkemunde, 1854-1856 ; 2e édition, 1855) ; et avec J. Sigurdsson : Anciens chants islandais (Islenzk Fornkwaedi ; 1854, partie I), qui forment aussi le tome XIX des Nordiske Oldskrifter.
Svend Hersleb Grundtvig meurt le 14 juillet 1883 dans sa ville natale.